# オキサイド・パン
オキサイド・パン（Oxide Pang, 彭 順、1965年11月11日 - ）は、香港生まれの映画監督・脚本家・プロデューサー。

## 人物
同じく映画監督のダニー・パン（彭發）は双子の弟であり、しばしば二人で映画製作にあたっている。
香港で育ち、タイに移った後はテレシネのカラーリストとして働き、1997年に映画監督としてデビュー。ダニーと共同監督したサスペンス映画『レイン』やホラー映画『the EYE 【アイ】』で世界的に注目されるようになる。

## 監督作品

### 単独監督作
- タイムリセット 運命からの逃走 Ta fa likit （1997年）
- ワン・テイク・オンリー Som and Bank: Bangkok for Sale （2001年）
- 悪夢の夜に震える事実 Bangkok Haunted （2001年）
- テッセラクト The Tesseract （2003年）
- バレット・ブレイク 死のカード Bite till Die：Card of Death （2003年）
- バレット・ブレイク 謎のボックス Bite till Die：Killing Box （2003年）
- アブノーマル・ビューティー 死亡写真 （2004年）
- 妄想 diary 妄想 （2006年）
- 影なきリベンジャー 極限探偵C+ C+偵探 （2007年）
- 愛·鬥大 （2008年）
- 愛情故事 （2009年）
- 冷血のレクイエム 極限探偵B+ B+偵探 （2011年）
- 夢遊 （2011年）
- コンスピレーター 謀略 極限探偵A+ 同謀 （2013年）
- 腐女子探偵★桂香(グイ) 宅女偵探桂香 （2015年）
- ザ・ビッグコール 史上最強の詐欺師たち 猜猜我是誰（2017年）
- フラッシュオーバー 炎の消防隊 驚天救援（2023年）

### ダニー・パンとの共同監督作
- レイン Bangkok Dangerous （1999年）
- the EYE 【アイ】 見鬼 （2002年）
- the EYE 2 見鬼2 （2004年）
- the EYE 3 見鬼10 （2005年）
- リサイクル 死界 鬼域 （2006年）
- ゴースト・ハウス The Messengers （2007年）
- バンコック・デンジャラス Bangkok Dangerous（2008年）
- 風雲 ストームウォリアーズ 風雲II （2009年）
- CHILD'S EYE【チャイルズ・アイ】 童眼 （2010年）
- インフェルノ 大火災脱出 逃出生天 （2013年）

## その他の作品
- マハウット! Mahaut （2003年） 製作
- オーメン -予兆- OMEN （2003年） 脚本/製作
- ツイン・ショット 阿孖有難 （2004年） 製作
- 死の森 森冤 （2007年） 製作
- アイズ The Eye （2008年） オリジナル脚本